# Bettina Bexte

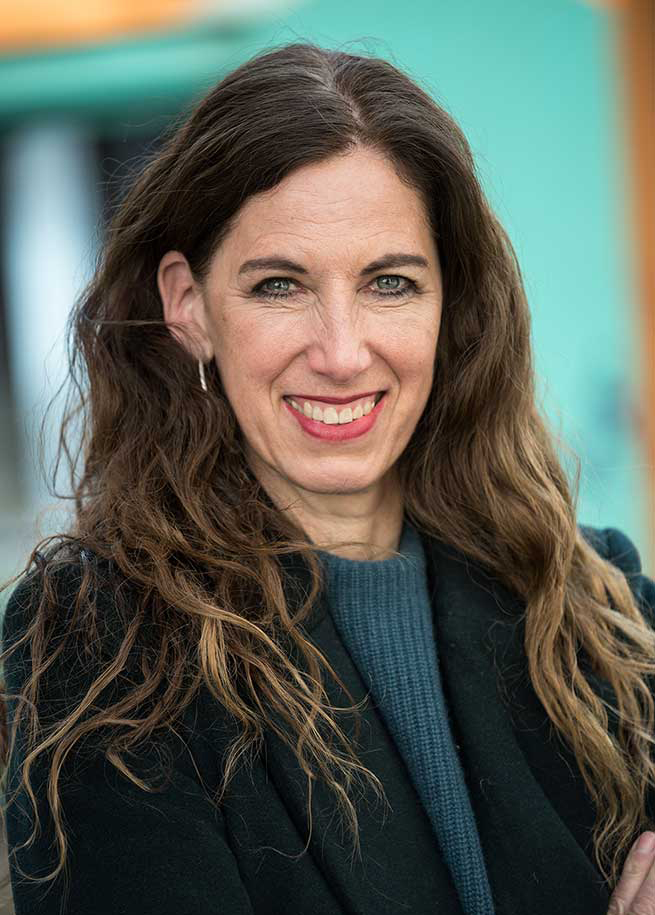
Bettina Bexte

Bettina Bexte (* 1964 in Buchholz in der Nordheide) ist eine deutsche Illustratorin und Cartoonistin. 

## Leben
Bexte wollte schon in der Schule Illustratorin für Kinderbücher werden. Nach dem Fachabitur begann sie eine Tischlerlehre, die sie abbrach. Eine Bewerbung an der Universität der Künste Berlin scheiterte. So studierte sie in den 1980er Jahren Illustration und Trickfilm an der Hochschule für Künste Bremen. Dort besuchte sie auch ein Cartoon-Seminar. Bexte blieb nach dem Abschluss in Bremen und arbeitet für verschiedene Zeitschriften, darunter Stern, Brigitte, Nebelspalter, Eulenspiegel, Familie&Co, Gecko, Der Bunte Hund und für den Weser Kurier, die Stuttgarter Nachrichten und Welt der Frau.
Bexte hat zwei Kinder und lebt in Bremen-Peterswerder.

## Bücher
- mit Miriam Wurster: Wann ist es denn soweit? Die Cartoons für die schönste Zeit im Leben. Schünemann, Bremen 2006, ISBN 978-3-7961-1884-5.
- Allerbeste Superoma. Carlsen, Hamburg 2007, ISBN 978-3-551-68034-1.
- Supermama. Carlsen, Hamburg 2007, ISBN 978-3-551-68206-2.
- mit Franziska Becker, Miriam Wurster, Ute Hamelmann, Ninon Seydel und Käthe Lachmann: Zu kurz! ... dafür aber als Erster fertig! Carlsen, Hamburg 2007, ISBN 978-3-551-68013-6.
- mit Miriam Wurster: Fröhliche Weihnachten! Carlsen, Hamburg 2008, ISBN 978-3-551-68037-2.
- mit Nicolas Nowack: Der Ofen Ottokar. Eine Geschichte mit einem lauten „Hatschi“ und spannenden Fragen zu den Bildern und zur Geschichte. Jmb-Verlag, Hannover 2012, ISBN 978-3-940970-28-2.
- AutorInnenkollektiv und Clemens Ettenauer (Hrsg.): Cartoons über Kunst. Holzbaum, Wien 2013, ISBN 978-3-9503508-6-9.
- AutorInnenkollektiv, Johanna Bergmayr und Clemens Ettenauer (Hrsg.): Cartoons über Fußball. Holzbaum, Wien 2014, ISBN 978-3-902980-03-8.
- Bettina Bexte: Fluch der Akribik. Selbstverlag, Bremen 2017, ISBN 978-3-00-057162-6.

## Auszeichnungen
- 2016: Deutscher Karikaturenpreis: Geflügelter Bleistift in Bronze
- 2019: Deutscher Karikaturenpreis: Geflügelter Bleistift in der Kategorie Publikumspreis
- 2023: Deutscher Karikaturenpreis: Geflügelter Bleistift in Gold